# 6860 Сімс
6860 Сімс (6860 Sims) — астероїд головного поясу, відкритий 11 лютого 1991 року.
Тіссеранів параметр щодо Юпітера — 3,205.